# Stiphout
Stiphout est un village situé dans la commune néerlandaise de Helmond, dans la province du Brabant-Septentrional. Le 1er janvier 2007, le village comptait 5 469 habitants.

## Histoire
Stiphout a été une commune indépendante jusqu'au 1er janvier 1968. À cette date, la commune est supprimée et rattachée à Helmond.